# Bela Peč
Bela Peč – wieś w Słowenii, w gminie Kamnik. W 2018 roku liczyła 21 mieszkańców.